# ليو جوزيف سوينز
ليو جوزيف سوينز (16 يوليو 1904 - 6 مايو 1996) كان أحد الأساقفة البلجيكيين للكنيسة الرومانية الكاثوليكية. شغل منصب رئيس أساقفة ميكلين بروكسل من عام 1961 إلى عام 1979، وترقى إلى مرتبة الكاردينال في عام 1962.
كان سوينز صوتًا رائدًا في المجمع الفاتيكاني الثاني داعيًا إلى الإصلاح في الكنيسة.